# Somogyaracs, Somogy
Somogyaracs  este un sat în districtul Barcs, județul Somogy, Ungaria, având o populație de 210 locuitori (2011). 

## Demografie
Componența etnică a satului Somogyaracs
     Maghiari (68,8%)
     Romi (31,2%)
Componența confesională a satului Somogyaracs
     Fără religie (11,43%)
     Necunoscută (88,57%)
Conform recensământului din 2011, satul Somogyaracs avea 210 locuitori. Din punct de vedere etnic, majoritatea locuitorilor (68,8%) erau maghiari, cu o minoritate de romi (31,2%). Nu există o religie majoritară, locuitorii fiind  și persoane fără religie (11,43%). Pentru 88,57% din locuitori nu este cunoscută apartenența confesională.